# Área de conservación Arenal Tempisque
El Área de conservación Arenal Tempisque (ACAT) es un área que abarca parcialmente la parte norte Costa Rica y forma parte del Sistema Nacional de Áreas de Conservación.

## Áreas protegidas
- Humedal Laguna Madrigal
- Humedal Riberino Zapandi
- Parque nacional Miravalles-Jorge Manuel Dengo
- Parque nacional Palo Verde
- Parque nacional Volcán Tenorio
- Refugio de Vida Silvestre Cipanci
- Reserva Biológica Lomas Barbudal
- Reserva Forestal Taboga
- Zona Protectora Arenal-Monteverde
- Zona Protectora Cuenca del Río Abangares
- Zona Protectora Tenorio